# Championnats de Tunisie d'athlétisme 2000
Navigation
1999 2001
Les championnats de Tunisie d'athlétisme 2000 sont une compétition tunisienne d'athlétisme se disputant en 2000. Cette édition est dominée par les athlètes du Club sportif de la Garde nationale qui remportent quatorze titres (sept chez les hommes et sept chez les dames). Elle enregistre la performance de Hamdi Dhouibi (junior à ce moment-là) qui remporte le 110 m haies et le saut à la perche puis bat le record de Tunisie du décathlon, alors qu'il y avait participé dans la catégorie juniors. Hana Chaouch réalise la meilleure performance tunisienne au 2 000 m steeple. 

## Palmarès
| Discipline             | Hommes                             | Hommes          | Femmes                                   | Femmes          |
| ---------------------- | ---------------------------------- | --------------- | ---------------------------------------- | --------------- |
| 100 m                  | Mansour Noubigh                    | 11 s 10         | Awatef Hamrouni                          | 12 s 29         |
| 200 m                  | Mansour Noubigh                    | 21 s 29         | Awatef Ben Hassine                       | 24 s 43         |
| 400 m                  | Sofiane Labidi                     | 46 s 81         | Awatef Ben Hassine                       | 53 s 99         |
| 800 m                  | Mohamed Habib Belhaj               | 1 min 53 s 97   | Abir Nakhli                              | 2 min 12 s 64   |
| 1 500 m                | Lotfi Turki                        | 3 min 44 s 21   | Fatma Lanouar                            | 4 min 22 s 49   |
| 5 000 m                | Chokri Slama                       | 14 min 31 s 65  | Fatma Lanouar                            | 17 min 22 s 59  |
| 10 000 m               | Chokri Slama                       | 30 min 27 s 83  | Soulef Bouguerra                         | 36 min 31 s 33  |
| 100 m haies            |                                    |                 | Nabila Jami                              | 15 s 11         |
| 100 m haies            | Hamdi Dhouibi                      | 15 s 51         |                                          |                 |
| 400 m haies            | Chedly Maâroufi                    | 52 s 20         | Nabila Jami                              | 62 s 49         |
| 2 000 m steeple        | -                                  | -               | Hana Chaouch                             | 6 min 41 s 38   |
| 3 000 m steeple        | Hédi Khalfallah                    | 8 min 55 s 84   | -                                        | -               |
| Relais 4 × 100 mètres  | Club sportif de la Garde nationale | 43 s 81         | Athletic Club de Sousse (juniors filles) | 49 s 33         |
| Relais 4 × 400 mètres  | Club sportif de la Garde nationale | 3 min 15 s 51   | Club sportif de la Garde nationale       | 3 min 57 s 51   |
| Saut en longueur       | Houcine Mbarek                     | 7,19 m          | Monia Jelassi                            | 5,91 m          |
| Triple saut            | Abdallah Mechraoui                 | 15,55 m         | Monia Jelassi                            | 13,09 m         |
| Saut en hauteur        | Ramzi Chebâan                      | 2,01 m          | Selma Achour                             | 1,66 m          |
| Saut à la perche       | Hamdi Dhouibi                      | 4,70 m          | Syrine Balti                             | 3,80 m          |
| Lancer du poids        | Mohsen Bousnina                    | 15,41 m         | Amel Ben Khaled                          | 15,47 m         |
| Lancer du disque       | Mohsen Bousnina                    | 47,97 m         | Monia Kari                               | 54,27 m         |
| Lancer du marteau      | Saber Souid                        | 62,34 m         | Monia Kari                               | 41,37 m         |
| Lancer du javelot      | Maher Ridan                        | 70,21 m         | Aïda Sallem                              | 55,26 m         |
| Décathlon              | Slim Medrassi                      | 5 628           |                                          |                 |
| Heptathlon             |                                    |                 | Olfa Sghaïer                             | 3 300           |
| Semi-marathon          |                                    |                 |                                          |                 |
| 20 km marche sur route | Hatem Ghoula                       | 1 h 28 min 22 s | Thouraya Hamrouni                        | 1 h 58 min 45 s |

## Classement par équipes
- 1er : Club sportif de la Garde nationale (quatorze titres)
- 2e : Association sportive militaire de Tunis (six titres)
- 3e : Athletic Club de Sousse (six titres)
- 4e : Athletic Club de Nabeul (quatre titres)
- 5e : Zitouna Sports (quatre titres)